# Прудки (Данковский район)
Прудки — деревня Воскресенского сельсовета Данковского района Липецкой области России.

## География
Находится на северо-западе Воскресенского сельсовета и всей Липецкой области. На севере от Прудков находится ближайшая к ней деревня Челищев Хутор Ефремовского района Тульской области.

## Население
| 2010 |
| ---- |
| 0    |